# Оливер Катић
Оливер Катић (Ниш, 4. фебруар 1978) српски је певач, музичар, текстописац, композитор и кантаутор забавне и рок музике из Ниша.
Школовао се за оперско певање у Нишу и Бриселу. Током школовања изводио је дела класичне музике у Србији и Белгији.
Од 2003. године наступа као клупски музичар. Од 2008. године наступа по клубовима у Србији, Црној Гори, Аустрији и Швајцарској. Наступао је на фестивалима: „Будва 2004.”, дечији фестивал „Златна пчелица Ниш 2006.”, „Беовизија 2009.”, „Словенске песме у Белорусији 2009.” и „Стари град Нови Пазар 2010.”.
Године 2010, у супер финалу Ја имам таленат (Србија и Македонија) освојио је друго место. Исте године био је финалиста у избору за „Песму евровизије” (3 па 1 за Осло).
Учествовао је у емисији "Шоу снова" на телевизији Пинк (Србија) са Тијаном Андрејић (певали су песме Чувам те, Мокре улице, Либар, Храбри могу све)
Године 2015, био је пратећи вокал Бојани Стаменов на Евровизији за песму Beauty Never Lies.
Као пратећи вокал црногорском представнику на Евровизији, Славку Калезићу, певао 2017. године.
У Нишу је ментор младима кроз „Школу певања” и студио за снимање.

## Познате песме
- Истина
- Превише речи (за SevdahBABY)
- Председниче хало (3 па 1 за Осло)
- До тебе (победник фестивала Стари град 2010, Нови Пазар)
- Предворје лудила
- На пола
- Видео сам (са хип хоп групом 5 Степен)
- Крематоријум (са хип хоп групом 5 Степен)